# Panna nebo netvor
Panna nebo netvor (2004) je povídková kniha nakladatelství Listen, pátý svazek edice Česká povídka. Obsahuje 10 povídek různých českých spisovatelů.

## Povídky
- Ivan Klíma – Velká velikonoční hra
- Miloš Urban – Pražské Jezulátko
- Pavel Svoboda – Krásná Karolínka a holomlatští červi
- Jiří Kratochvil – Lžíce
- Daniela Fischerová – Karmon
- Ivan Binar – Jak dokázat, že nejste potápěčem
- Boris Dočekal – Láska na lokální železnici
- Jan Jandourek – Pozor, ve sklepě je rabín!
- Igor Chaun – Míňa Obnovitelka
- Iva Pekárková – Ten by se rozdal

## Nakladatelské údaje
- Panna nebo netvor, Listen, Jihlava, 2004 ISBN 80-86526-12-7